# Reuters
Reuters è un'agenzia di stampa britannica di proprietà della multinazionale canadese Thomson Reuters.
Fondata nel 1851 a Londra dal barone tedesco Paul Julius Reuter, è una delle più grandi agenzie di stampa al mondo impiegando circa 2 500 giornalisti e 600 fotoreporter in circa 200 sedi in tutto il mondo in 16 lingue diverse.
Nel dicembre 2024, Reuters si è classificata al 27º posto nella classifica dei siti di notizie più visitati al mondo, con oltre 105 milioni di lettori mensili.

## Storia
Il tedesco Paul Julius Reuter (1816-1899) intraprese nel 1850 un servizio di trasmissione di notizie tra Aquisgrana e Bruxelles utilizzando i piccioni viaggiatori. Da Aquisgrana poi le notizie venivano comunicate a Berlino con il telegrafo. Nel giugno del 1851 si trasferì a Londra e nell'ottobre dello stesso anno aprì un ufficio per la trasmissione telegrafica delle quotazioni di borsa tra Londra e Parigi grazie al cavo telegrafico che stava per essere posato di lì a poco sotto la Manica. Nel 1857 Reuter divenne cittadino britannico.
Ben presto l'agenzia da lui fondata fu in grado di fornire notizie via telegrafo alla stampa inglese e a quella di altri paesi europei. Grande scalpore fece la notizia della vittoria franco-sarda nella Battaglia di Solferino e San Martino, pubblicata da The Times poche ore dopo la conclusione dello scontro, comunicata all'ufficio londinese della Reuter con un telegramma inviato da Napoleone III, nella tarda serata del 24 giugno 1859. Nel 1865 la Reuters fu la prima agenzia di stampa in Europa a dare l'annuncio dell'assassinio del presidente degli Stati Uniti Abraham Lincoln. Nello stesso anno aprì il primo ufficio al di fuori dell'Europa ad Alessandria d'Egitto. A questo fece seguito nel 1866 l'apertura della sede di Bombay. Con lo sviluppo tecnologico l'agenzia inglese fu in grado di raggiungere con la sua rete telegrafica l'Estremo Oriente nel 1872 ed il Sud America due anni dopo con l'apertura dell'ufficio di Valparaíso. Nel 1876 venne inaugurata a Città del Capo la prima sede del Sudafrica.
Nel 1918 la Reuters fu la prima agenzia a dare l'annuncio della fine della prima guerra mondiale nell'impero britannico. Nel 1923 iniziò la prima trasmissione di bollettini radio in alfabeto Morse e nel 1927 venne adottato l'uso della telescrivente. Nel 1941 venne istituito il Reuters Trust con l'intento di preservare l'indipendenza della società. Nel 1984 la Reuters è divenuta una società per azioni quotata alla borsa di Londra. Nel 1994 ha inaugurato il canale televisivo Reuters per le notizie finanziarie. Nel 2001 è stata acquisita la maggioranza della società statunitense Bridge Information System che è stata incorporata nella Reuters due anni dopo.
Il 3 aprile 2003 durante la Guerra d'Iraq un carro armato statunitense ha preso di mira il piano del palazzo isolato dove risiedeva la troupe della Reuters nell'Hotel Palestine a Baghdad allora sede della stampa internazionale, uccidendo tre giornalisti e ferendo la giornalista giapponese Mika Yamamoto. Il 15 maggio 2007 è stato raggiunto un accordo per la fusione della Reuters con la società canadese Thomson Corporation, che ha dato vita alla società Thomson Reuters. Il 4 febbraio 2015 è stata lanciata l'applicazione mobile ottimizzata per iPhone, Reuters TV, con la quale l'agenzia stampa ha deciso di puntare sulle nuove tecnologie per monetizzare al meglio i propri contributi video. Agli utenti, dopo 30 giorni di utilizzo gratuito della app, è richiesto un abbonamento di 1,99 dollari al mese.

## Profilo aziendale
La Reuters ha circa 15.000 dipendenti in 91 paesi e il 90% degli introiti deriva dai suoi servizi finanziari di aggiornamento delle quotazioni di borsa e delle valute.

## Divieto del lemma "terrorismo"
La Reuters ha severe linee guida sull'uso di determinati termini, in funzione dell'oggettività. Ciò ha causato critiche, specialmente per il suo non uso della parola "terrorista" all'interno di servizi giornalistici su eventi importanti, a partire dall'attacco alle Torri Gemelle. Applicando questa linea guida, Reuters ha usato il termine "terrorista" esclusivamente fra virgolette, sia per riportare citazioni che per distaccato riferimento. Stephen Jukes, redattore per le notizie internazionali, ha spiegato che «ciò che per un uomo è un terrorista, per un altro uomo è un combattente per la libertà», e Reuters non usa la parola "terrorista" per principio.
Il principio è stato oggetto di un comunicato stampa del 2 ottobre 2001 nel quale l'agenzia si scusa per l'eventuale offensività dell'assunto, ma conferma che la regola di Reuters è evitare l'uso di termini ad impatto emotivo e di non produrre giudizi di valore sui fatti che deve riportare accuratamente e correttamente, essendo la mission dell'agenzia dare conto accuratamente ed imparzialmente degli eventi, così che individui, organizzazioni e governi possano, per le loro decisioni, basarsi sui fatti. Il comunicato rispondeva ad alcune critiche circostanziate ricevute per la sua copertura dei fatti delle Torri Gemelle. Si era obiettato infatti che se a proposito dell'11 settembre il termine era stato vietato, a proposito degli eventi di Oklahoma City del 1995 Reuters aveva invece permesso di descriverli come "atto di terrorismo".
Il principio è stato confermato nel 2004, allorché la Reuters si è scontrata con la catena giornalistica canadese CanWest Global Communications, cui appartenevano fra gli altri The National Post di Toronto e The Calgary Herald, che utilizzava Reuters come agenzia fonte. La catena aveva preso a sostituire sistematicamente parole come "insorti" o "ribelli", che trovava nei lanci Reuters, con il termine "terroristi", pur mantenendo l'indicazione di Reuters (o dei suoi giornalisti) a firma delle notizie. David A. Schlesinger, direttore editoriale dell'agenzia, sottolineò che Reuters "non usa termini emotivi quando definisce qualcuno" e che se pure "ogni testata può cambiare, copiare e fare ciò che vuole" dei loro lanci, quando i cambi sono di questo genere Reuters avrebbe gradito la rimozione del loro accreditamento come fonte; Schlesinger dichiarava inoltre di avere per obiettivo la tutela dei suoi giornalisti e dell'integrità editoriale dell'agenzia. La catena replicò con un editoriale sul The National Post in cui affermava che l'uso di "eufemismi" da parte dell'agenzia era solo una fraintesa interpretazione del politicamente corretto, deviazione secondo loro da rimuovere prima che i loro lettori aprissero il giornale la mattina.
Nel 2005, in riferimento alle esplosioni dinamitarde a Londra, fu notato che uno dei servizi di Reuters conteneva la frase "La polizia dice di sospettare che dietro le bombe ci siano terroristi"; l'apparizione della parola fece sospettare che la linea guida fosse stata abbandonata, e - mentre The Wall Street Journal faceva notare come anche la BBC avesse deciso di usare il termine nonostante le sue non dissimili linee guida - Reuters spiegò che si trattava di citazione, per quanto in forma indiretta, e che pertanto anche senza virgolette si trattava di testo da attribuire ad altri restando immutata la validità del principio.